# Emanuel Gil-Av

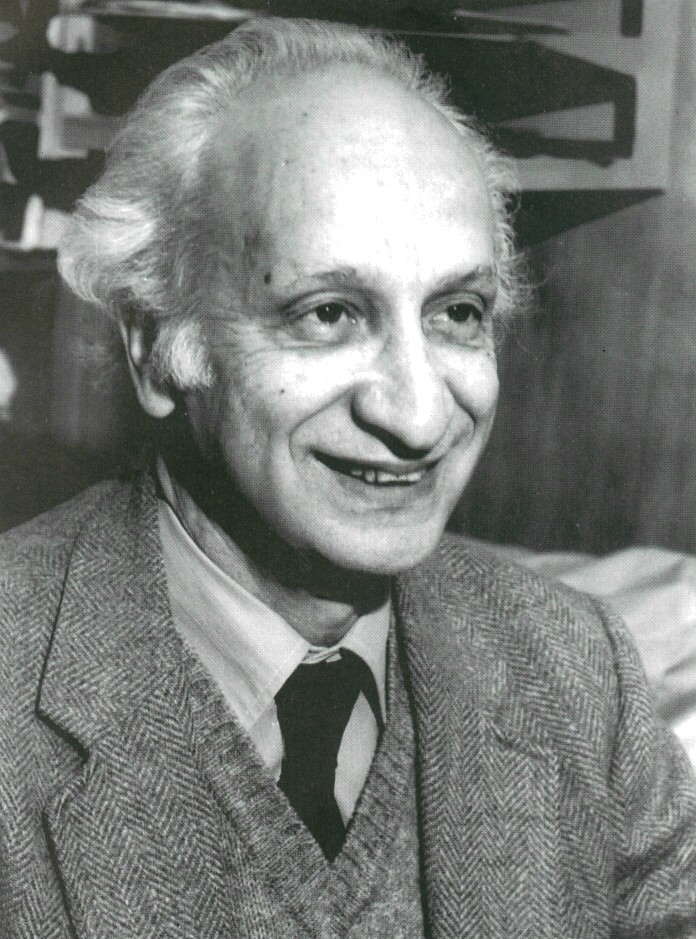
Emanuel Gil-Av

Emanuel Gil-Av (* 7. August 1916 in Pensa, Russisches Kaiserreich; † 24. März 1996) war ein israelischer Chemiker. Der Schwerpunkt seiner Arbeiten lag auf dem Gebiet der chiralen Chromatographie zur Enantiomerentrennung.

## Leben und Werk
Emanuel Gil-Av wurde im Jahr 1916 in Pensa, Russisches Kaiserreich, geboren. Die Familie siedelte nach dem Tod des Vaters 1928 nach Tel-Aviv um, wo er die High School besuchte. Gil-Av studierte anschließend Chemie an der Universität Straßburg. Im Jahr 1940 floh er nach England, wo er zunächst am chemischen Labor von Chaim Weizmann, später dann bei der Petrochemical Ltd. In Manchester arbeitete. Nach dem Krieg wechselte er an das Weizmann Institute of Science, wo er 1951 im Arbeitskreis von Ernst David Bergmann promovierte.
In Zusammenarbeit mit dem Arbeitskreis für Peptidchemie entwickelte er Methoden zu chiralen gaschromatographischen Trennung von chiralen Molekülen wie α-Aminosäuren. Durch Beschichten einer gaschromatographischen Säule mit N-Trifluoroacetyl-L-isoleucinlaurylester in Diethylether gelang ihm 1966 die erste Herstellung einer chiralen stationären Phase, mit der die Enantiomerentrennung racemischer D,L-Aminosäuren als N-Trifluoracetyl-O-alkylesterderivat gelang. Racemate, die eine enantioselektiven Wechselwirkung über Wasserstoffbrückenbindungen mit der stationären Phase eingehen können, konnten so erstmals gaschromatographisch getrennt werden.

## Preise
Zusammen mit dem französischen Chemiker Jean Jacques war Gil-Av der erste Preisträger, der von der Società Chimica Italiana mit der Chirality Medal ausgezeichnet wurde.